# María Estela Martínez de Perón
María Estela Martínez de Perón, coneguda com a Isabelita (La Rioja, Argentina, 4 de febrer de 1931), és una política argentina, que exercí el càrrec de Presidenta de l'Argentina entre 1974 i 1976, amb què es convertí en la primera dona cap d'Estat d'una república americana.
Vicepresidenta amb el seu marit Juan Domingo Perón, en morir aquest va prendre possessió de la presidència de la república l'1 de juliol de 1974. Tot i mancada del carisma de la seva predecessora Evita Perón, d'antuvi rebé força suport al país. Emperò, perdé ràpidament la popularitat, atès que la seva gestió es caracteritzà per l'autoritarisme, la repressió contra forces d'esquerra i sindicats, els assassinats polítics i el paper força destacat del seu home de confiança, el tenebrós José López Rega.
El seu mandat fou enderrocat mitjançant un cop d'estat militar el 24 de març de 1976, que va donar pas a l'autoanomenat Procés de Reorganització Nacional i que la va mantenir detinguda il·legalment alguns anys. En ser alliberada, el 1981, s'instal·là a Espanya, on viu actualment.
El 2007, per motiu de l'obertura de causes judicials pels assassinats polítics comesos durant el seu govern, es va presentar una sol·licitud d'extradició en contra seva. El 2008, l'Audiència Nacional, considerant que els delictes pels quals la reclamaven no eren crims contra la humanitat, va desestimar la petició, en considerar-los prescrits.